# Сьмехувек
Сьмехувек (пол. Śmiechówek) — село в Польщі, у гміні Блендув Груєцького повіту Мазовецького воєводства.
Населення — 44 особи (2011).

## Демографія
Демографічна структура станом на 31 березня 2011 року:
|          | Загалом | Допрацездатний вік | Працездатний вік | Постпрацездатний вік |
| -------- | ------- | ------------------ | ---------------- | -------------------- |
| Чоловіки | 23      | 3                  | 19               | 1                    |
| Жінки    | 21      | 2                  | 13               | 6                    |
| Разом    | 44      | 5                  | 32               | 7                    |